# Daniił Dubow
Daniił Dmitrijewicz Dubow ros. Даниил Дмитриевич Дубов (ur. 18 kwietnia 1996 w Moskwie) – rosyjski szachista, arcymistrz od 2011 roku.

## Kariera szachowa
Sukcesy szachowe zaczął odnosić w bardzo młodym wieku. W 2006 r. zdobył w Hercegu Novim brązowy medal mistrzostw Europy juniorów do 10 lat, natomiast w 2008 r. również w Hercegu Novim – srebrny medal mistrzostw Europy w kategorii do 12 lat. W 2009 r. zdobył tytuł wicemistrza Rosji juniorów do 16 lat, jak również dwa złote medale w tej samej kategorii wiekowej, w mistrzostwach kraju w szachach szybkich oraz błyskawicznych. Zwyciężył także (wspólnie z Aleksandrem Szymanowem) w rozegranym w Kiriszy turnieju Young Stars of the World. W 2009 i 2011 r. dwukrotnie zdobył, wspólnie z drużyną rosyjską, złote medale na szachowych olimpiadach juniorów do 16 lat. Normy na tytuł arcymistrza wypełnił w latach 2010 (w Woroneżu) i 2011 (w Moskwie, na turnieju Aerofłot Open–A oraz w Aix-les-Bains, podczas mistrzostw Europy), zdobywając ten najwyższy tytuł szachowy w wieku 14 lat, 11 miesięcy i 14 dni. W 2012 r. zajął II m. (za Iwanem Popowem) w mistrzostwach Moskwy oraz zakwalifikował się do elitarnego finału mistrzostw Rosji, w którym zajął VIII miejsce. W 2013 r. wystąpił w rozegranym w Tromsø turnieju o Puchar Świata, awansując do III rundy (w której przegrał z Antonem Korobowem, wcześniej eliminując Rusłana Ponomariowa i Serhija Fedorczuka). W 2015 r. zwyciężył (wspólnie z Janem Niepomniaszczijem) w turnieju Aerofłot Open w Moskwie.
Najwyższy ranking w dotychczasowej karierze osiągnął na początku 2021 r., z wynikiem 2710 punktów zajmował wówczas 29. miejsce na światowej liście FIDE oraz 8. miejsce wśród rosyjskich szachistów.